# Старцев, Андрей Максимович
Андрей Максимович Старцев (3 июля 1926, Шемраевка, Курская губерния — 6 апреля 2008, Калининград) — русский писатель, журналист; член Союза писателей СССР, России, председатель Ассоциации русских писателей Прибалтики.

## Биография
Андрей Максимович Старцев родился 3 июля 1926 года в крестьянской семье на хуторе Шемраевка Шебекинской волости Курской губернии (ныне — в Шебекинском районе Белгородской области). В 1930-е годы семья Старцевых переехала в Зимовниковский район, жили в хуторах Секретев, Нижне-Куберский, Мокрый Гашун. Родители работали в колхозе имени Скибы и Розы Люксембург.
Окончил Мокро-Гашунскую семилетнюю школу, восьмой класс — в посёлке Зимовники. В 1941 году работал учётчиком-заправщиком в бригаде трактористов колхоза имени Розы Люксембург. В 1942 году, когда Ростовская область была оккупирована немецко-фашистскими захватчиками, находился в эвакуации с колхозным скотом в посёлке Баскунчак Сталинградской области. О событиях военных лет написал повесть «Чёрный ячмень». После освобождения Ростовской области от немецко-фашистских захватчиков вернулся домой.
13 августа 1943 года Зимовниковским РВК был призван на военную службу. После учёбы в Электромеханической школе учебного отдела Тихоокеанского флота нёс службу на пс Флотского экипажа Северного флота. С 1947 по 1950 год служил на крейсере «Каганович» Тихоокеанского флота. Демобилизован 9 сентября 1950 года в звании старшины 1 статьи.
В 1953 году окончил Архангельский государственный педагогический институт имени Ломоносова. Работал литературным сотрудником, собственным корреспондентом газеты «Правда Севера». Написанные в начале 1950-х годов рассказы «Нина» и «Сын», представленные на семинар молодых писателей Архангельской области, принесли А. М. Старцеву звание Лауреата семинара.
В 1959 году работал инженером по технической информации на строительстве Котласского ЦБК. В 1964 году переехал в Калининград, где работал в газете «Калининградская правда» (главный редактор) и директором книжного издательства. В 1973 году был направлен первым помощником капитана на рыбопромысловый флот. В 1980 году ушёл с флота и работал до выхода на пенсию начальником хозрасчётного редакционно-издательского отдела управления издательств, типографии и книжной торговли Калининградского облисполкома. В 1983 году принят в члены Союза писателей СССР и России. В 1992—1998 и 2000 гг. — ответственный секретарь, председатель Калининградского регионального отделения Союза писателей России, член правления, секретарь Союза писателей.
Умер 6 апреля 2008 года, похоронен в Калининграде.

## Творчество
Автор романов («Сухой Бор», «Последний пророк»), повестей («Чёрный ячмень», «Притча о счастье», «Иди своей дорогой», «Рейс как рейс», «Подменка»), рассказов, очерков, статей.

### Избранные произведения
- «Сухой Бор» 1976
- «Чёрный ячмень» 1982
- «Иди своей дорогой» 1983
- «Рейс как рейс» 1986
- «Любовь в инпорту» 1992
- «Тучи над Калининградом» 2005
- «Последний пророк» 2006